# 北足立郡
北足立郡（きたあだちぐん）は、埼玉県の郡。
人口44,922人、面積14.79km²、人口密度3,037人/km²。（2025年7月1日、推計人口）
以下の1町を含む。
- 伊奈町（いなまち）

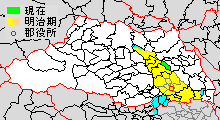
埼玉県北足立郡の範囲（緑：伊奈町 水色：後に他郡から編入した区域 薄黄：後に他郡に編入された区域）

郡名はそれまでの足立郡を埼玉県に属する地域と東京府に属する地域に分けた際、北にあたる埼玉県側を北足立郡、南にあたる東京府側を南足立郡としたことによる。

## 郡域
上記の伊奈町以外では、現在の行政区画では概ね以下の区域に相当する。●は新座郡から編入、▲は新座郡以外の他郡から編入された地域。
埼玉県
- さいたま市（岩槻区を除く全域）
- 川口市（全域）
- 行田市（大字堤根、樋上、下忍。北埼玉郡から編入）▲
- 鴻巣市（旧川里町を除く全域。元荒川以東は北埼玉郡から編入、大字荊原（旧久下村大字久下字荊原）は大里郡から編入▲）
- 上尾市（全域）
- 草加市（全域。綾瀬川以東は南埼玉郡から編入▲）
- 越谷市（旧川柳村域。南埼玉郡から編入し、再び南埼玉郡に戻る）▲
- 蕨市（全域）
- 戸田市（全域。大字重瀬のみ●）
- 朝霞市（全域）●
- 志木市（全域。旧志木町域は新座郡から編入●。旧宗岡村域は入間郡から北足立郡になる▲。）
- 和光市（全域）●
- 新座市（全域）●
- 桶川市（全域）
- 北本市（全域）
- 富士見市（旧水谷村域。入間郡から北足立郡となり、再び入間郡に戻る）▲

東京都
- 北区（浮間）
- 西東京市（旧保谷市）●

以下の地域は隣接する郡から当郡に編入されている。
- 南埼玉郡 → 北足立郡 ： 草加市の綾瀬川以東（旧川柳村）、越谷市のうち旧川柳村域
- 北埼玉郡 → 北足立郡 ： 鴻巣市大字笠原、安養寺、郷地、北新宿、鎌塚、下忍、袋および新宿一・二丁目、鎌塚一 - 五丁目、行田市堤根、樋上、下忍
- 大里郡 → 北足立郡 ： 鴻巣市大字荊原
- 入間郡 → 北足立郡 ： 志木市大字宗岡および志木市上宗岡一 - 五丁目、中宗岡一 - 五丁目、下宗岡一 - 四丁目（旧宗岡村）、富士見市大字水子、針ヶ谷および針ヶ谷一・二丁目、水谷一・二丁目、水谷東一 - 三丁目、東みずほ台一 - 四丁目、西みずほ台一 - 三丁目、榎町（旧水谷村）

## 歴史

### 郡発足までの沿革
- 「旧高旧領取調帳」に記載されている明治初年時点での、後の当郡域の支配は以下の通り。●は村内に寺社領が、は村内に寺社除地（領主から年貢免除の特権を与えられた土地）が存在。天領は大竹左馬太郎支配所、佐々井半十郎支配所、松村忠四郎支配所、福田所左衛門支配所が管轄。詳細不明は村数に含めない。（2町9宿356村）

| 知行         | 知行                         | 村数          | 村名 |
| ------------ | ---------------------------- | ------------- | --- |
| 幕府領       | 幕府領（大竹）               | 1町 6宿 111村 | ●鴻巣宿、原馬室村、東間村、●滝馬室村、糠田村、上村、井戸木村、町谷村（現・桶川市）、坂田村、舎人新田、川村、向山村、谷津村、中妻村、沖之上村、壱丁目村、上野村、宝来村、辻村（現・さいたま市西区）、峯岸村、指扇村、別所村（現・さいたま市西区）、新井村（現・さいたま市西区）、堤崎村、奈良瀬戸村、●高鼻村、本郷村（現・さいたま市）、●上加村、●下加村、西谷村、八王子村、●上大久保村、上峰村、神田村、領家村（現・さいたま市桜区）、塚本村、●水判土村、佐知川村、砂村、円村（詳細不明）、宮ヶ谷塔村、膝子村、新右衛門新田、●浦和宿、●岸村、元太村、根岸村（現・さいたま市）、西蓮寺村、千駄村、中島村、町谷村（現・さいたま市）、大牧村、下山口新田、山窪村、山村、東山村新田、上山口新田、加田屋新田、西山村新田、大谷場村、文蔵村、沼影村、●田島村、関村、●新開村、●西堀村、本宿村（現・さいたま市）、●大谷口村、●太田窪村、円正寺村、広ヶ谷戸村、●下木崎村、瀬ヶ崎村、道祖土村、原山新田、駒場村、●針ヶ谷村、北袋村、上木崎村、井沼方村、柳崎村、八木崎村、蓮見新田、●中尾村、●蕨宿、上戸田村、●新曽村、下笹目村、惣右衛門村、●美女木村、曲本村、松本新田、●芝村東組、●伊苅村、●在家村（現・川口市）、根岸村（現・川口市）、前川村、上青木村、下青木村、塚越村、下戸田村、横曽根村、浮間村、●飯塚村、●川口宿、辻村（現・さいたま市緑区）、鳩ヶ谷町、内野村（現・川口市）、木曽呂村、庄五郎新田、安行領・道合村、浦和領・道合村、新道合村、●大門宿、辻村（現・川口市）、立野村（現・川口市）、●大崎村、西新井宿、源左衛門新田 |
| 幕府領       | 幕府領（佐々井）             | 63村          | 南草加村、吉笹原村、北草加村、谷古宇村、宿篠葉村、立野村（現・草加市）、原島村、与左衛門新田、弥惣右衛門新田、庄左衛門新田、太郎左衛門新田、瀬崎村、下谷塚村、中谷塚村、上谷塚村、彦右衛門新田、市右衛門新田、金右衛門新田、槐戸村、中曽根村（現・草加市）、篠葉村、畔吉村、元郷村、領家村（現・川口市領家）、前田村、二軒在家村、●樋爪村、中居村、小淵村、●上新田村、北原村、●里村、寺山村、赤井村、前野宿村、吉蔵新田、●安行村、藤八新田、●上野田村、差間村、江戸袋村、●柳島村、浦寺村、苗塚村、新堀村、新里村、●峯村、領家村（現・川口市安行領家）、榛松村、久左衛門新田、藤兵衛新田、新兵衛新田、蓮沼村、新井新田、貝塚村（現・川口市）、小山村、●遊馬村（現・草加市）、●戸塚村、慈林村、赤芝新田、本郷村（現・川口市）、清右衛門新田、長右衛門新田 |
| 幕府領       | 幕府領（松村）               | 5村           | 領家村（現・上尾市領家）、篠津村、須ヶ谷村、大間木村、●附島村（詳細不明）、島村 |
| 幕府領       | 幕府領（大竹・佐々井）       | 2村           | 石神村、赤山村 |
| 幕府領       | 幕府領（不明）               | 1宿 2村       | 上尾宿、上尾村、久保村 |
| 幕府領       | 旗本領                       | 108村         | 深井村、上生出塚村、下生出塚村、市ノ縄村、八幡田村、●宮前村、川面村、三ツ木村、三町免村、大間村、中野村（現・鴻巣市）、下谷村、中曽根村（現・鴻巣市）、花ノ木村、●常光村、別所村（現・北本市）、●小谷村、古市場村、中井村、上谷村、寺谷村、中分村、下日出谷村、藤波村、下石戸上村、上日出谷村、本宿村（現・北本市）、中丸村（現・さいたま市）、加納村、五町台村、小針領家村、●小針内宿村、●羽貫村、●柏座村、●弁財村、大谷本郷村、春日谷津村、宮下村（現・上尾市）、●今泉村、小泉村、●平方村、領家村（現・上尾市平方領領家）、上野本郷村、●清河寺村、戸崎村、中新井村、内野本郷村、吉野原村、別所村（現・さいたま市北区）、丸ヶ崎村、上天沼村、下天沼村、土呂村、●大成村、櫛引村、●小村田村、中小村田村、●上落合村、上小村田村、側海斗村、並木村、内野村（現・さいたま市）、下内野村、遊馬村（現・さいたま市）、飯田新田、植田谷本村、飯田村、三条町村、大和田村、猿ヶ谷戸村、堀崎村、●風渡野村、大谷村、門前村（現・さいたま市）、新堤村、宮下村（現・さいたま市）、中野村（現・さいたま市）、御蔵村、笹丸村、上中丸村、下中丸村、●中川村、●三室村、小谷場村、北谷村、善兵衛新田、高畑村、下野田村、花栗村、大竹村、中野田村、深作村、上平塚村、中平塚村、下平塚村、南村、菅谷村、小針新宿村、九左衛門新田、新井宿村、柄山村、小見戸村、小室宿村、柴村、中荻村、別所村（現・伊奈町）、本村、丸山村 |
| 幕府領       | 幕府領（大竹）・旗本領       | 1町 1宿 44村  | 荒井村、高尾村、宮内村、山中村、大針村、小敷谷村、地頭方村、●貝塚村（現・上尾市）、●中釘村、加茂宮村、上尾下村、原市村、瓦葺村、大宮宿、土手宿村、今羽村、円阿弥村、白鍬村、与野町、下大久保村、五関村、在家村（現・さいたま市）、●宿村、土屋村、二ッ宮村、中野林村、●島根村、●植田谷領本村新田、小深作村、新井村（現・さいたま市見沼区）、辻村（現・さいたま市南区）、白幡村、●道場村、下落合村、中里村、●鈴谷村、大戸村、●片柳村、別所村（現・さいたま市南区）、鹿手袋村、領家村（現・さいたま市浦和区）、内谷村、●芝村西組、玄蕃新田、代山村、神戸村 |
| 幕府領       | 幕府領（佐々井）・旗本領     | 6村           | ●箕田村、上内野村、●染谷村、間宮村、長蔵新田、原村 |
| 幕府領       | 幕府領（松村）・旗本領       | 1村           | 川田谷村 |
| 幕府領       | 幕府領（福田）・旗本領       | 1村           | 下石戸下村 |
| 幕府領       | 幕府領（福田・松村）・旗本領 | 1村           | 石戸宿村 |
| 幕府領       | 幕府領（不明）・旗本領       | 1村           | 門前村（現・上尾市） |
| 藩領         | 武蔵忍藩                     | 5村           | 榎戸村、吹上村、大芦村、前砂村、明用村 |
| 幕府領・藩領 | 旗本領・武蔵岩槻藩           | 1村           | ●登戸村 |
| 幕府領・藩領 | 幕府領（松村）・旗本領・忍藩 | 1宿           | 桶川宿 |
| その他       | 寺社領                       | 5村           | 倉田村、高木村、新井方村、弥兵衛新田、十二月田村 |

- 慶応4年
  - 6月19日（1868年8月7日） - 忍藩士の山田政則が武蔵知県事に就任。下記を除く幕府領・旗本領を管轄。
  - 7月10日（1868年8月27日） - 旧幕府代官の桑山効が武蔵知県事に就任。元郷村、領家村（現・川口市領家）、前田村、二軒在家村、樋爪村、中居村、小淵村、上新田村、染谷村、赤井村、前野宿村、吉蔵新田、安行村、藤八新田、江戸袋村、浦寺村、苗塚村、新堀村、峯村、領家村（現・川口市安行領家）、長蔵新田、榛松村、久左衛門新田、藤兵衛新田、新兵衛新田、蓮沼村、新井新田、貝塚村（現・川口市）、原村、小山村、遊馬村（現・草加市）、戸塚村、慈林村、赤芝新田、本郷村（現・川口市）、清右衛門新田、長右衛門新田、北谷村、善兵衛新田、花栗村、大竹村および石神村、赤山村の一部を管轄。
- 明治元年
  - 12月23日（1869年2月4日） - 桑山効知県事が河瀬秀治に交代。
  - 側海斗村が側ヶ谷戸村に改称。
- 明治初年
  - 2ヶ所存在した町谷村のうち、町谷村（現・桶川市）が大谷領町谷村に改称。町谷村（現・さいたま市）は存続したが与野領大谷村を通称。以下本項でも通称を記す。
  - 4ヶ所存在した別所村のうち、別所村（現・さいたま市北区）が大谷別所村に改称。残り3ヶ所は存続。
  - 原市村が原市町に改称。（3町9宿355村）
- 明治2年
  - 1月10日（1869年2月20日） - 山田政則知県事が宮原忠英に交代。
  - 1月13日（1869年2月23日） - 武蔵知県事・宮原忠英、河瀬秀治の管轄区域にそれぞれ大宮県（県庁は東京府日本橋馬喰町）、小菅県を設置。
  - 9月29日（1869年11月2日） - 県庁が浦和に置かれ浦和県に改称。
- 明治3年 - このころ大門宿が大門町に改称。（4町8宿355村）
- 明治4年
  - 7月14日（1871年8月29日） - 廃藩置県により、藩領が忍県、岩槻県となる。
  - 11月14日（1871年12月25日） - 第1次府県統合により、全域が埼玉県の管轄となる。
- 1874年（明治7年）（5町7宿339村）
  - 2ヶ所ずつ存在した在家村・根岸村のうち、在家村（現・川口市）・根岸村（現・川口市）がそれぞれ安行領在家村、安行領根岸村に改称。在家村（現・さいたま市）・根岸村（現・さいたま市）は存続。うち在家村（現・さいたま市）は植田谷村在家村を通称。以下本項でも通称を記す。
  - 安行領道合村・浦和領道合村・新道合村が合併して道合村となる。
  - 柄山村・小見戸村・小室宿村・柴村・中荻村・別所村（現・伊奈町）・本村・丸山村が合併して小室村となる。
  - 上平塚村・中平塚村・下平塚村が合併して平塚村となる。
  - 岸村が浦和宿に、東山村新田が山村に、八木崎村が柳崎村に、庄五郎新田が木曽呂村に、新井新田が新井村（現・さいたま市見沼区）にそれぞれ編入。
  - 川口宿が川口町に改称。
- 1875年（明治8年） - 上中丸村・下中丸村が合併して中丸村（現・北本市）となる。（5町7宿338村）
- 1877年（明治10年）（5町7宿334村）
  - 西蓮寺村・千駄村が合併して栄和村となる。
  - 芝村東組・芝村西組が合併して芝村となる。
  - 中居村・小淵村・上新田村が合併して三ツ和村となる。

### 郡発足後の沿革
- 1879年（明治12年）
  - 3月17日 - 郡区町村編制法の埼玉県での施行により、足立郡の区域をもって行政区画としての北足立郡が発足。郡役所は浦和宿に設置。
  - 同時に、2ヶ所ずつ存在した新井村、本郷村、内野村、本宿村、立野村、中曽根村、貝塚村、遊馬村、門前村、中野村、中丸村、宮下村がそれぞれ以下のように改称。
    - 新井村 → 西新井村（現・さいたま市西区）、東新井村（現・さいたま市見沼区）
    - 本郷村 → 西本郷村（現・さいたま市）、東本郷村（現・川口市）
    - 内野村 → 東内野村（現・川口市）、西内野村（現・さいたま市）
    - 本宿村 → 南元宿村（現・さいたま市）、北本宿村（現・北本市）
    - 立野村 → 西立野村（現・川口市）、立野村（現・草加市）
    - 中曽根村 → 東中曽根村（現・草加市）、西中曽根村（現・鴻巣市）
    - 貝塚村 → 東貝塚村（現・川口市）、西貝塚村（現・上尾市）
    - 遊馬村 → 東遊馬村（現・草加市）、西遊馬村（現・さいたま市）
    - 門前村 → 東門前村（現・さいたま市）、西門前村（現・上尾市）
    - 中野村 → 北中野村（現・鴻巣市）、南中野村（現・さいたま市）
    - 中丸村 → 南中丸村（現・さいたま市）、北中丸村（現・北本市）
    - 宮下村 → 西宮下村（現・上尾市）、東宮下村（現・さいたま市）

  - 3ヶ所存在した別所村のうち、別所村（現・さいたま市西区）が指扇領別所村、別所村（現・北本市）が常光別所村に改称。別所村（現・さいたま市南区）は存続。
  - 4ヶ所存在した辻村のうち辻村（現・さいたま市西区）が指扇領辻村に改称。なお辻村（現・さいたま市緑区）は南部領辻村に改称しているが、時期は不明。辻村（現・川口市）・辻村（現・さいたま市南区）は存続。
  - 6ヶ所存在した領家村のうち、領家村（現・川口市領家）が平柳領領家村、領家村（現・川口市安行領家）が赤山領領家村、領家村（現・上尾市領家）が石戸領領家村、領家村（現・上尾市平方領領家）が平方領領家村に改称。なお領家村（現・さいたま市桜区）・領家村（現・さいたま市浦和区）は存続したが、植田谷領領家村・木崎領領家村を通称とした。以下本項でも通称を記す。
  - 新右衛門新田が見沼領新右衛門新田に改称。

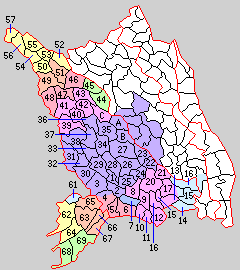
1.浦和町 2.六辻村 3.土合村 4.美谷本村 5.笹目村 6.戸田村 7.蕨町 8.芝村 9.青木村 10.横曽根村 11.川口町 12.南平柳村 13.新郷村 14.谷塚村 15.草加町 16.新田村 17.安行村 18.鳩ヶ谷町 19.北平柳村 20.神根村 21.戸塚村 22.大門村 23.野田村 24.尾間木村 25.谷田村 26.三室村 27.片柳村 28.木崎村 29.与野町 30.大久保村 31.馬宮村 32.植水村 33.並木村 34.大宮町 35.大砂土村 36.宮原村 37.日進村 38.指扇村 39.平方村 40.大谷村 41.大石村 42.上尾町 43.上平村 44.小室村 45.小針村 46.加納村 47.桶川町 48.川田谷村 49.石戸村 50.馬室村 51.中丸村 52.常光村 53.鴻巣町 54.田間宮村 55.箕田村 56.小谷村 57.吹上村 61.志木町 62.大和田町 63.膝折村 64.片山村 65.内間木村 66.新倉村 67.白子村 68.保谷村 A.深作村外3ヶ村組合 B.大谷村外6ヶ村組合 C.原市町外1ヶ村組合 （青：合併なし 紫：さいたま市 下桃：川口市 下赤：戸田市 63+65：朝霞市 66+67：和光市 下黄：新座市 左水色：志木市 右水色：草加市 上桃：上尾市 上赤：桶川市 上橙：北本市 上黄：鴻巣市 上緑：伊奈町 下緑：東京府に編入 69は新座郡榑橋村）

- 1889年（明治22年）4月1日 - 町村制の施行に伴い、以下の町村が発足。（11町59村）

- 浦和町 ← 浦和宿（現・さいたま市）
- 六辻村 ← 辻村、白幡村、根岸村、別所村、文蔵村、沼影村（現・さいたま市）
- 土合村 ← 西堀村、関村、鹿手袋村、田島村、新開村、道場村、与野領町谷村、中島村、南元宿村、山窪村、栄和村（現・さいたま市）
- 美谷本村 ← 内谷村、曲本村、松本新田（現・さいたま市）、美女木村（現・戸田市）
- 笹目村 ← 下笹目村、惣右衛門村（現・戸田市）
- 戸田村 ← 上戸田村、下戸田村、新曽村（現・戸田市）
- 蕨町 ← 蕨宿、塚越村（現・蕨市）
- 芝村 ← 芝村、小谷場村、柳崎村、伊苅村（現・川口市）
- 青木村 ← 上青木村、下青木村、前川村（現・川口市）
- 横曽根村 ← 横曽根村、飯塚村（現・川口市）、浮間村（現・東京都北区）
- 川口町（単独町制。現・川口市）
- 南平柳村 ← 元郷村、平柳領領家村、弥兵衛新田、新井方村、十二月田村、樋爪村、二軒在家村（現・川口市）
- 新郷村 ← 新堀村、東本郷村、蓮沼村、峯村、前野宿村、大竹村、東貝塚村、榛松村、江戸袋村、赤井村（現・川口市）
- 谷塚村 ← 下谷塚村、中谷塚村、上谷塚村、瀬崎村、新里村、柳島村、東遊馬村、市右衛門新田、彦右衛門新田（現・草加市）
- 草加町 ← 南草加村、北草加村、谷古宇村、宿篠葉村、吉笹原村、東立野村、原島村、弥惣右衛門新田、庄左衛門新田、太郎左衛門新田、与左衛門新田（現・草加市）
- 新田村 ← 九左衛門新田、長右衛門新田、篠葉村、東中曽根村、新兵衛新田、清右衛門新田、金右衛門新田、槐戸村、善兵衛新田（現・草加市）
- 安行村 ← 安行村、赤山領領家村、原村、慈林村、北谷村、苗塚村、花栗村、藤八新田、吉蔵新田、小山村（現・川口市）
- 鳩ヶ谷町 ← 鳩ヶ谷町、浦寺村（現・川口市）
- 北平柳村 ← 三ッ和村、前田村、辻村、里村（現・川口市）
- 神根村 ← 石神村、神戸村、安行領根岸村、木曽呂村、源左衛門新田、赤芝新田、赤山村、道合村、東内野村、新井宿村、西新井宿、安行領在家村（現・川口市）
- 戸塚村 ← 戸塚村、西立野村、長蔵新田、久左衛門新田、藤兵衛新田（現・川口市）
- 大門村 ← 大門町、間宮村、差間村、北原村、下野田村、玄蕃新田（現・さいたま市）
- 野田村 ← 上野田村、中野田村、大崎村、南部領辻村、代山村、寺山村、高畑村（現・さいたま市）
- 尾間木村 ← 大牧村、大間木村、中尾村、井沼方村、蓮見新田、下山口新田（現・さいたま市）
- 谷田村 ← 大谷場村、太田窪村、大谷口村、広ヶ谷戸村、原山新田、円正寺村（現・さいたま市）
- 三室村 ← 三室村、道祖土村（現・さいたま市）
- 片柳村 ← 片柳村、東新井村、上山口新田、南中丸村、山村、西山村新田、南中野村、笹丸村、中川村、御蔵村、加田屋新田、見沼領新右衛門新田、染谷村（現・さいたま市）
- 木崎村 ← 北袋村、上木崎村、下木崎村、木崎領領家村、瀬ヶ崎村、駒場村、元太村、針ヶ谷村（現・さいたま市）
- 与野町 ← 与野町、小村田村、下落合村、上落合村、大戸村、中里村、鈴谷村、上峰村、円阿弥村、八王子村（現・さいたま市）
- 大久保村 ← 上大久保村、下大久保村、五関村、植田谷領領家村、植田谷領在家村、宿村、塚本村、白鍬村、神田村（現・さいたま市）
- 馬宮村 ← 西遊馬村、土屋村、二ッ宮村、飯田新田、植田谷領本村新田（現・さいたま市）
- 植水村 ← 植田谷本村、水判土村、佐知川村、中野林村、飯田村、三条町村、島根村（現・さいたま市）
- 並木村 ← 並木村、上小村田村、中小村田村、側ヶ谷戸村、下内野村（現・さいたま市）
- 大宮町 ← 大宮宿、土手宿村、高鼻村、上天沼村、下天沼村（現・さいたま市）
- 大砂土村 ← 大和田村、砂村、土呂村、堀崎村、今羽村、西本郷村、島村（現・さいたま市）
- 宮原村 ← 加茂宮村、吉野原村、奈良瀬戸村、大谷別所村（現・さいたま市）
- 日進村 ← 上加村、下加村、上内野村、西内野村、西谷村、櫛引村、大成村（現・さいたま市）
- 指扇村 ← 指扇村、指扇領別所村、指扇領辻村、宝来村、峯岸村、中釘村、高木村、清河寺村、内野本郷村、西新井村（現・さいたま市）
- 平方村 ← 平方村、西貝塚村、上野村、上野本郷村、平方領領家村（現・上尾市）
- 大谷村 ← 大谷本郷村、地頭方村、壱丁目村、今泉村、向山村、堤崎村、中新井村、戸崎村、西宮下村、川村（現・上尾市）
- 大石村 ← 中分村、小泉村、石戸領領家村、藤波村、畔吉村、小敷谷村、沖之上村、弁財村、中妻村、井戸木村（現・上尾市）
- 上尾町 ← 上尾宿、上尾村、上尾下村、柏座村、春日谷津村、谷津村（現・上尾市）
- 上平村 ← 上村、平塚村、久保村、西門前村、南村、須ヶ谷村、菅谷村（現・上尾市）
- 小室村（単独村制。現・伊奈町）
- 小針村 ← 小針新宿村、小針内宿村、大針村、羽貫村（現・伊奈町）
- 加納村 ← 加納村、坂田村、篠津村、五町台村、舎人新田、小針領家村、倉田村（現・桶川市）
- 桶川町 ← 桶川宿、大谷領町谷村、上日出谷村、下日出谷村（現・桶川市）
- 川田谷村（単独村制。現・桶川市）
- 石戸村 ← 下石戸上村、下石戸下村、石戸宿村、高尾村、荒井村（現・北本市）
- 馬室村 ← 原馬室村、滝馬室村（現・鴻巣市）
- 中丸村 ← 北中丸村、山中村、東間村、北本宿村、深井村、宮内村、古市場村、常光別所村、花ノ木村（現・北本市）
- 常光村 ← 常光村、上谷村、下谷村、西中曽根村（現・鴻巣市）
- 鴻巣町 ← 鴻巣宿、上生出塚村、下生出塚村（現・鴻巣市）
- 田間宮村 ← 糠田村、宮前村、登戸村、北中野村、大間村（現・鴻巣市）
- 箕田村 ← 箕田村、寺谷村、八幡田村、市ノ縄村、川面村、三ッ木村、中井村（現・鴻巣市）
- 小谷村 ← 小谷村、三町免村、前砂村、明用村（現・鴻巣市）
- 吹上村 ← 吹上村、榎戸村、大芦村（現・鴻巣市）
- 深作村外3ヶ村組合 - 丸ヶ崎村、深作村、宮ヶ谷塔村、小深作村（それぞれ単独村制。現・さいたま市）
- 大谷村外6ヶ村組合 - 膝子村、東宮下村、大谷村、新堤村、猿ヶ谷戸村、風渡野村、東門前村（それぞれ単独村制。現・さいたま市）
- 原市町外1ヶ村組合 - 原市町、瓦葺村（それぞれ単独村制。現・上尾市）

- 1889年（明治22年）6月1日 - 大谷村外6ヶ村組合が膝子村外6ヶ村組合に改称。
- 1891年（明治24年）12月23日 - 並木村が三橋村に改称。
- 1892年（明治25年）9月21日 - 深作村外3ヶ村組合の4村が合併して春岡村が発足。（11町56村）
- 1896年（明治29年）
  - 4月1日 - 北足立郡・新座郡の区域をもって、改めて北足立郡が発足。旧新座郡2町6村（志木町、大和田町、膝折村、片山村、内間木村、新倉村、白子村、保谷村）が本郡の所属となる。（13町62村）
  - 8月1日 - 郡制を施行。
- 1901年（明治34年）5月3日 - 北平柳村が鳩ヶ谷町に編入。（13町61村）
- 1907年（明治40年）4月1日 - 保谷村の所属郡が東京府北多摩郡に変更。（13町60村）
- 1913年（大正2年）4月1日（13町53村）
  - 膝子村外6ヶ村組合の7村が合併して七里村が発足。
  - 原市町外1ヶ村組合の2町村が合併して改めて原市町が発足。
- 1923年（大正12年）4月1日 - 郡会が廃止。郡役所は存続。
- 1926年（大正15年）
  - 7月1日 - 郡役所が廃止。以降は地域区分名称となる。
  - 10月1日 - 横曽根村の一部（大字浮間）が東京府北豊島郡岩淵町に編入。
- 1928年（昭和3年）11月1日 - 平方村が町制施行して平方町となる。（14町52村）
- 1932年（昭和7年）
  - 4月1日（14町51村）
    - 木崎村の一部（大字北袋）が大宮町に編入。
    - 谷田村および木崎村の残部が浦和町に編入。

  - 5月1日 - 膝折村が改称・町制施行して朝霞町となる。（15町50村）
- 1933年（昭和8年）4月1日 - 川口町・横曽根村・青木村・南平柳村が合併して川口市が発足し、郡より離脱。（14町47村）
- 1934年（昭和9年）
  - 2月11日 - 浦和町が市制施行して浦和市となり、郡より離脱。（13町47村）
  - 4月29日 - 吹上村が町制施行して吹上町となる。（14町46村）
- 1938年（昭和13年）7月1日 - 六辻村が町制施行して六辻町となる。（15町45村）
- 1940年（昭和15年）
  - 4月1日 - 鳩ヶ谷町・新郷村・芝村・神根村が川口市に編入。（14町42村）
  - 4月17日 - 尾間木村・三室村が浦和市に編入。（14町40村）
  - 11月3日 - 大宮町・日進村・三橋村・大砂土村・宮原村が合併して大宮市が発足し、郡より離脱。（13町36村）
  - 11月23日 - 谷塚村が町制施行して谷塚町となる。（14町35村）
- 1941年（昭和16年）
  - 4月10日 - 吹上町が大里郡久下村の一部（大字荊原）を編入。
  - 6月1日 - 戸田村が町制施行して戸田町となる。（15町34村）
- 1942年（昭和17年）4月1日 - 六辻町が浦和市に編入。（14町34村）
- 1943年（昭和18年）
  - 2月11日 - 中丸村・石戸村が合併して北本宿村が発足。（14町33村）
  - 4月1日（15町30村）
    - 新倉村・白子村が合併して大和町が発足。
    - 美谷本村・笹目村が合併して美笹村が発足。

  - 7月15日 - 小針村・小室村が合併して伊奈村が発足。（15町29村）
- 1944年（昭和19年）（15町28村）
  - 2月11日 - 志木町・内間木村および入間郡宗岡村・水谷村が合併して北足立郡志紀町が発足。
  - 内間木村の一部（大字下内間木のうち荒川東岸部）が美笹村に編入。
- 1948年（昭和23年）4月1日 - 志紀町が廃止され、志木町・内間木村・宗岡村・水谷村を再置。宗岡村・水谷村も当郡の所属となる。（15町31村）
- 1950年（昭和25年）11月1日 - 川口市の一部（大字鳩ヶ谷、浦寺、三ッ和、前田、辻、里）が分割されて北足立郡鳩ヶ谷町を再置。（16町31村）
- 1954年（昭和29年）
  - 7月1日（16町27村）
    - 鴻巣町・田間宮村・箕田村・馬室村および北埼玉郡笠原村が合併し、改めて北足立郡鴻巣町が発足。
    - 吹上町・小谷村が合併し、改めて吹上町が発足。

  - 9月30日 - 鴻巣町が常光村を編入のうえ市制施行して鴻巣市が発足し、郡より離脱。（15町26村）
- 1955年（昭和30年）
  - 1月1日（12町13村）
    - 土合村・大久保村が浦和市に編入。
    - 春岡村・七里村・片柳村・植水村・馬宮村・指扇村が大宮市に編入。
    - 桶川町・加納村が合併し、改めて桶川町が発足。
    - 上尾町・原市町・平方町・大谷村・大石村・上平村が合併し、改めて上尾町が発足。
    - 草加町・谷塚町・新田村が合併し、改めて草加町が発足。

  - 3月1日 - 大和田町・片山村が合併して新座町が発足。（12町11村）
  - 3月10日 - 桶川町・川田谷村が合併し、改めて桶川町が発足。（12町10村）
  - 4月1日
    - 朝霞町・内間木村が合併し、改めて朝霞町が発足。（12町9村）
    - 上尾町の一部（大字井戸木字後）が桶川町に編入。

  - 4月2日 - 桶川町の一部（大字井戸木字後の一部）が上尾町に編入。
  - 5月3日 - 志木町・宗岡村が合併して足立町が発足。（12町8村）
  - 8月1日 - 草加町が南埼玉郡川柳村を編入。
  - 9月30日 - 吹上町が北埼玉郡太井村の一部（大字北新宿）を編入。
  - 10月1日 - 吹上町および北埼玉郡下忍村が合併し、改めて北足立郡吹上町が発足。
  - 11月3日 - 草加町の一部（大字麦塚、上谷、井原）が南埼玉郡越谷町に編入。
- 1956年（昭和31年）
  - 4月1日（12町5村）
    - 吹上町の一部（大字堤根、樋上および下忍の一部）が行田市に編入。
    - 安行村が川口市に編入。
    - 戸塚村・大門村・野田村が合併して美園村が発足。

  - 9月28日 - 草加町が南埼玉郡八条村の一部（大字立野堀）を編入。
  - 9月30日 - 水谷村および入間郡鶴瀬村・南畑村が合併して入間郡富士見村が発足し、郡より離脱。（12町4村）
- 1957年（昭和32年）
  - 5月1日 - 草加町が川口市の一部（大字花栗、苗塚、北谷、原、小山）を編入。
  - 7月20日 - 美笹村が戸田町に編入。（12町3村）
- 1958年（昭和33年）
  - 7月15日 - 上尾町・与野町が市制施行してそれぞれ上尾市・与野市となり、郡より離脱。（10町3村）
  - 11月1日 - 草加町が市制施行して草加市となり、郡より離脱。（9町3村）
- 1959年（昭和34年）
  - 4月1日（8町3村）
    - 蕨町が市制施行して蕨市となり、郡より離脱。
    - 戸田町の一部（大字内谷、曲本、松本および堤外の一部）が浦和市に編入。

  - 11月3日 - 北本宿村が町制施行、即日改称して北本町となる。（9町2村）
- 1962年（昭和37年）5月1日（9町1村）
  - 美園村の一部（大字上野田、中野田、大崎、南部領辻、代山、寺山、高畑、染谷、大門、間宮、北原、下野田、玄蕃新田）が浦和市に編入。
  - 美園村の残部（大字戸塚、西立野、長蔵新田、久左衛門新田、藤兵衛新田、差間、行衛）が川口市に編入。
- 1966年（昭和41年）10月1日 - 戸田町が市制施行して戸田市となり、郡より離脱。（8町1村）
- 1967年（昭和42年）
  - 3月1日 - 鳩ヶ谷町が市制施行して鳩ヶ谷市となり、郡より離脱。（7町1村）
  - 3月15日 - 朝霞町が市制施行して朝霞市となり、郡より離脱。（6町1村）
- 1970年（昭和45年）
  - 10月26日 - 足立町が改称、即日市制施行して志木市となり、郡より離脱。（5町1村）
  - 10月31日 - 大和町が改称、即日市制施行して和光市となり、郡より離脱。（4町1村）
  - 11月1日（4町）
    - 新座町が市制施行して新座市となり、郡より離脱。
    - 伊奈村が町制施行して伊奈町となる。

  - 11月3日 - 桶川町が市制施行して桶川市となり、郡より離脱。（3町）
- 1971年（昭和46年）11月3日 - 北本町が市制施行して北本市となり、郡より離脱。（2町）
- 2005年（平成17年）10月1日 - 吹上町が鴻巣市に編入。（1町）

### 変遷表
| 明治22年以前 | 明治22年4月1日               | 明治22年 - 大正15年                       | 明治22年 - 大正15年                | 昭和元年 - 昭和29年        | 昭和元年 - 昭和29年                                 | 昭和元年 - 昭和29年                      | 昭和30年 - 昭和45年                            | 昭和30年 - 昭和45年                                                                                                  | 昭和30年 - 昭和45年                                                                                                  | 昭和30年 - 昭和45年                                                                                                  | 昭和46年 - 昭和64年   | 平成元年 - 現在                              | 現在                          |
| --- | ---------------------------- | ----------------------------------------- | ---------------------------------- | -------------------------- | --------------------------------------------------- | ---------------------------------------- | ---------------------------------------------- | --- | --- | --- | --------------------- | -------------------------------------------- | ----------------------------- |
| 上戸田村 下戸田村 新曽村                                                                                                 | 戸田村                       | 戸田村                                    | 戸田村                             | 戸田村                     | 昭和16年6月1日 町制                                 | 昭和16年6月1日 町制                      | 戸田町                                         | 戸田町 | 昭和34年 4月1日 一部を 浦和市へ編入                                                                                  | 昭和41年 10月1日 市制                                                                                                | 戸田市                | 戸田市                                       | 戸田市                        |
| 笹目村 惣右衛門村 | 笹目村                       | 笹目村                                    | 笹目村                             | 笹目村                     | 昭和18年4月1日 美笹村                               | 昭和18年4月1日 美笹村                    | 美笹村                                         | 昭和32年 7月20日 戸田町に 編入                                                                                       | 昭和34年 4月1日 一部を 浦和市へ編入                                                                                  | 昭和41年 10月1日 市制                                                                                                | 戸田市                | 戸田市                                       | 戸田市                        |
| 美女木村 内谷村 曲本村 松本新田                                                                                          | 美谷本村                     | 美谷本村                                  | 美谷本村                           | 美谷本村                   | 昭和18年4月1日 美笹村                               | 昭和18年4月1日 美笹村                    | 美笹村                                         | 昭和32年 7月20日 戸田町に 編入                                                                                       | 昭和34年 4月1日 一部を 浦和市へ編入                                                                                  | 昭和41年 10月1日 市制                                                                                                | 戸田市                | 戸田市                                       | 戸田市                        |
| 蕨宿 | 蕨町                         | 蕨町                                      | 蕨町                               | 蕨町                       | 蕨町                                                | 蕨町                                     | 蕨町                                           | 昭和34年4月1日 市制                                                                                                  | 昭和34年4月1日 市制                                                                                                  | 昭和34年4月1日 市制                                                                                                  | 蕨市                  | 蕨市                                         | 蕨市                          |
| 塚越村 | 蕨町                         | 蕨町                                      | 蕨町                               | 蕨町                       | 蕨町                                                | 蕨町                                     | 蕨町                                           | 昭和34年4月1日 市制                                                                                                  | 昭和34年4月1日 市制                                                                                                  | 昭和34年4月1日 市制                                                                                                  | 蕨市                  | 蕨市                                         | 蕨市                          |
| 伊原村 麦塚村 | 南埼玉郡 川柳村              | 南埼玉郡 川柳村                           | 南埼玉郡 川柳村                    | 南埼玉郡 川柳村            | 南埼玉郡 川柳村                                     | 南埼玉郡 川柳村                          | 昭和30年 8月1日 草加町へ編入                   | 昭和30年11月3日 南埼玉郡越谷町へ 編入                                                                                | 昭和30年11月3日 南埼玉郡越谷町へ 編入                                                                                | 昭和33年 11月3日 市制                                                                                                | 越谷市                | 越谷市                                       | 越谷市                        |
| 柿ノ木村 南青柳村 | 南埼玉郡 川柳村              | 南埼玉郡 川柳村                           | 南埼玉郡 川柳村                    | 南埼玉郡 川柳村            | 南埼玉郡 川柳村                                     | 南埼玉郡 川柳村                          | 昭和30年 8月1日 草加町へ編入                   | 草加町 | 草加町 | 昭和33年 11月1日 市制                                                                                                | 草加市                | 草加市                                       | 草加市                        |
| 南草加村 北草加村 谷古宇村 宿篠葉村 吉笹原村 東立野村 原島村 弥惣右衛門新田 庄左衛門新田 太郎左衛門新田                  | 草加町                       | 草加町                                    | 草加町                             | 草加町                     | 草加町                                              | 草加町                                   | 昭和30年 1月1日 草加町                         | 草加町 | 草加町 | 昭和33年 11月1日 市制                                                                                                | 草加市                | 草加市                                       | 草加市                        |
| 下谷塚村 中谷塚村 上谷塚村 瀬崎村 新里村 柳島村 東遊馬村 市右衛門新田 彦右衛門新田                                       | 谷塚村                       | 谷塚村                                    | 谷塚村                             | 谷塚村                     | 昭和15年11月23日 町制                               | 昭和15年11月23日 町制                    | 昭和30年 1月1日 草加町                         | 草加町 | 草加町 | 昭和33年 11月1日 市制                                                                                                | 草加市                | 草加市                                       | 草加市                        |
| 九左衛門新田 長右衛門新田 篠葉村 東中曽根村 新兵衛新田 清右衛門新田 金右衛門新田 槐戸村 善兵衛新田                       | 新田村                       | 新田村                                    | 新田村                             | 新田村                     | 新田村                                              | 新田村                                   | 昭和30年 1月1日 草加町                         | 草加町 | 草加町 | 昭和33年 11月1日 市制                                                                                                | 草加市                | 草加市                                       | 草加市                        |
| | 南埼玉郡 八条村              | 南埼玉郡 八条村                           | 南埼玉郡 八条村                    | 南埼玉郡 八条村            | 南埼玉郡 八条村                                     | 南埼玉郡 八条村                          | 南埼玉郡 八条村                                | 昭和31年 9月28日 一部を草加町へ 編入                                                                                 | 昭和31年 9月28日 一部を草加町へ 編入                                                                                 | 昭和33年 11月1日 市制                                                                                                | 草加市                | 草加市                                       | 草加市                        |
| 苗塚村 花栗村 | 安行村                       | 安行村                                    | 安行村                             | 安行村                     | 安行村                                              | 安行村                                   | 昭和31年 4月1日 川口市に編入                   | 昭和31年 4月1日 川口市に編入                                                                                         | 昭和32年5月1日 草加町へ編入                                                                                          | 昭和33年 11月1日 市制                                                                                                | 草加市                | 草加市                                       | 草加市                        |
| 原村 北谷村 小山村 | 安行村                       | 安行村                                    | 安行村                             | 安行村                     | 安行村                                              | 安行村                                   | 昭和31年 4月1日 川口市に編入                   | 昭和31年 4月1日 川口市に編入                                                                                         | 昭和32年5月1日 草加町へ編入                                                                                          | 昭和33年 11月1日 市制                                                                                                | 草加市                | 草加市                                       | 草加市                        |
| 川口市 | 川口市                       | 安行村                                    | 安行村                             | 安行村                     | 安行村                                              | 安行村                                   | 昭和31年 4月1日 川口市に編入                   | 昭和31年 4月1日 川口市に編入                                                                                         | 川口市 | 川口市 | 川口市                |                                              |                               |
| 川口市 | 川口市                       | 安行村                                    | 安行村                             | 安行村                     | 安行村                                              | 安行村                                   | 昭和31年 4月1日 川口市に編入                   | 昭和31年 4月1日 川口市に編入                                                                                         | 川口市 | 川口市 | 川口市                | 安行村 赤山領領家村 慈林村 藤八新田 吉蔵新田 |                               |
| 鳩ヶ谷町 | 鳩ヶ谷町                     | 鳩ヶ谷町                                  | 鳩ヶ谷町                           | 鳩ヶ谷町                   | 昭和15年4月1日 川口市に編入                         | 昭和25年 11月1日 川口市から分離 町制施行 | 鳩ヶ谷町                                       | 昭和42年3月1日 市制                                                                                                  | 昭和42年3月1日 市制                                                                                                  | 昭和42年3月1日 市制                                                                                                  | 川口市                | 鳩ヶ谷市                                     | 平成23年10月11日 川口市に編入 |
| 浦寺村 | 鳩ヶ谷町                     | 鳩ヶ谷町                                  | 鳩ヶ谷町                           | 鳩ヶ谷町                   | 昭和15年4月1日 川口市に編入                         | 昭和25年 11月1日 川口市から分離 町制施行 | 鳩ヶ谷町                                       | 昭和42年3月1日 市制                                                                                                  | 昭和42年3月1日 市制                                                                                                  | 昭和42年3月1日 市制                                                                                                  | 川口市                | 鳩ヶ谷市                                     | 平成23年10月11日 川口市に編入 |
| 三ッ和村 前田村 辻村 里村                                                                                                | 北平柳村                     | 明治34年5月3日 鳩ヶ谷町に編入             | 明治34年5月3日 鳩ヶ谷町に編入      | 鳩ヶ谷町                   | 昭和15年4月1日 川口市に編入                         | 昭和25年 11月1日 川口市から分離 町制施行 | 鳩ヶ谷町                                       | 昭和42年3月1日 市制                                                                                                  | 昭和42年3月1日 市制                                                                                                  | 昭和42年3月1日 市制                                                                                                  | 川口市                | 鳩ヶ谷市                                     | 平成23年10月11日 川口市に編入 |
| 新堀村 東本郷村 蓮沼村 峯村 前野宿村 大竹村 東貝塚村 榛松村 江戸袋村 赤井村                                              | 新郷村                       | 新郷村                                    | 新郷村                             | 新郷村                     | 昭和15年4月1日 川口市に編入                         | 川口市                                   | 川口市                                         | 川口市 | 川口市 | 川口市 | 川口市                | 川口市                                       | 川口市                        |
| 芝村 小谷場村 柳崎村 伊苅村                                                                                              | 芝村                         | 芝村                                      | 芝村                               | 芝村                       | 昭和15年4月1日 川口市に編入                         | 川口市                                   | 川口市                                         | 川口市 | 川口市 | 川口市 | 川口市                | 川口市                                       | 川口市                        |
| 石神村 神戸村 安行領根岸村 木曽呂村 源左衛門新田 赤芝新田 赤山村 道合村 東内野村 新井宿村 西新井宿 安行領在家村          | 神根村                       | 神根村                                    | 神根村                             | 神根村                     | 昭和15年4月1日 川口市に編入                         | 川口市                                   | 川口市                                         | 川口市 | 川口市 | 川口市 | 川口市                | 川口市                                       | 川口市                        |
| 川口町 | 川口町                       | 川口町                                    | 川口町                             | 昭和8年4月1日 川口市       | 昭和8年4月1日 川口市                                | 川口市                                   | 川口市                                         | 川口市 | 川口市 | 川口市 | 川口市                | 川口市                                       | 川口市                        |
| 上青木村 下青木村 前川村                                                                                                 | 青木村                       | 青木村                                    | 青木村                             | 昭和8年4月1日 川口市       | 昭和8年4月1日 川口市                                | 川口市                                   | 川口市                                         | 川口市 | 川口市 | 川口市 | 川口市                | 川口市                                       | 川口市                        |
| 元郷村 平柳領領家村 弥兵衛新田 新井方村 十二月田村 樋爪村 二軒在家村                                                     | 南平柳村                     | 南平柳村                                  | 南平柳村                           | 昭和8年4月1日 川口市       | 昭和8年4月1日 川口市                                | 川口市                                   | 川口市                                         | 川口市 | 川口市 | 川口市 | 川口市                | 川口市                                       | 川口市                        |
| 横曽根村 飯塚村 浮間村                                                                                                   | 横曽根村                     | 大正15年10月1日 一部を東京府へ編入        | 大正15年10月1日 一部を東京府へ編入 | 昭和8年4月1日 川口市       | 昭和8年4月1日 川口市                                | 川口市                                   | 川口市                                         | 川口市 | 川口市 | 川口市 | 川口市                | 川口市                                       | 川口市                        |
| 戸塚村 西立野村 長蔵新田 久左衛門新田 藤兵衛新田                                                                         | 戸塚村                       | 戸塚村                                    | 戸塚村                             | 戸塚村                     | 戸塚村                                              | 戸塚村                                   | 昭和31年 4月1日 美園村                         | 昭和37年5月1日 南部（旧戸塚村および差間・行衛）を 川口市へ 北部（差間・行衛を除く旧大門村・旧野田村）を 浦和市へ編入 | 昭和37年5月1日 南部（旧戸塚村および差間・行衛）を 川口市へ 北部（差間・行衛を除く旧大門村・旧野田村）を 浦和市へ編入 | 昭和37年5月1日 南部（旧戸塚村および差間・行衛）を 川口市へ 北部（差間・行衛を除く旧大門村・旧野田村）を 浦和市へ編入 | 川口市                | 川口市                                       | 川口市                        |
| 大門村 間宮村 差間村 北原村 下野田村 玄蕃新田                                                                            | 大門村                       | 大門村                                    | 大門村                             | 大門村                     | 大門村                                              | 大門村                                   | 昭和31年 4月1日 美園村                         | 昭和37年5月1日 南部（旧戸塚村および差間・行衛）を 川口市へ 北部（差間・行衛を除く旧大門村・旧野田村）を 浦和市へ編入 | 昭和37年5月1日 南部（旧戸塚村および差間・行衛）を 川口市へ 北部（差間・行衛を除く旧大門村・旧野田村）を 浦和市へ編入 | 昭和37年5月1日 南部（旧戸塚村および差間・行衛）を 川口市へ 北部（差間・行衛を除く旧大門村・旧野田村）を 浦和市へ編入 | 浦和市                | 平成13年 5月1日 さいたま市                   | さいたま市                    |
| 上野田村 中野田村 大崎村 南部領辻村 代山村 寺山村 高畑村 染谷村（一部）                                                  | 野田村                       | 野田村                                    | 野田村                             | 野田村                     | 野田村                                              | 野田村                                   | 昭和31年 4月1日 美園村                         | 昭和37年5月1日 南部（旧戸塚村および差間・行衛）を 川口市へ 北部（差間・行衛を除く旧大門村・旧野田村）を 浦和市へ編入 | 昭和37年5月1日 南部（旧戸塚村および差間・行衛）を 川口市へ 北部（差間・行衛を除く旧大門村・旧野田村）を 浦和市へ編入 | 昭和37年5月1日 南部（旧戸塚村および差間・行衛）を 川口市へ 北部（差間・行衛を除く旧大門村・旧野田村）を 浦和市へ編入 | 浦和市                | 平成13年 5月1日 さいたま市                   | さいたま市                    |
| 西堀村 関村 鹿手袋村 田島村 新開村 道場村 与野領町谷村 中島村 南元宿村 山窪村 栄和村                                     | 土合村                       | 土合村                                    | 土合村                             | 土合村                     | 土合村                                              | 土合村                                   | 昭和30年1月1日 浦和市に編入                    | 昭和30年1月1日 浦和市に編入                                                                                          | 昭和30年1月1日 浦和市に編入                                                                                          | 昭和30年1月1日 浦和市に編入                                                                                          | 浦和市                | 平成13年 5月1日 さいたま市                   | さいたま市                    |
| 上大久保村 下大久保村 五関村 植田谷領領家村 植田谷領在家村 宿村 塚本村 白鍬村 神田村 植田谷領本村新田（一部）            | 大久保村                     | 大久保村                                  | 大久保村                           | 大久保村                   | 大久保村                                            | 大久保村                                 | 昭和30年1月1日 浦和市に編入                    | 昭和30年1月1日 浦和市に編入                                                                                          | 昭和30年1月1日 浦和市に編入                                                                                          | 昭和30年1月1日 浦和市に編入                                                                                          | 浦和市                | 平成13年 5月1日 さいたま市                   | さいたま市                    |
| 辻村 白幡村 根岸村 別所村 文蔵村 沼影村                                                                                  | 六辻村                       | 六辻村                                    | 六辻村                             | 六辻村                     | 昭和13年 7月1日 町制                                | 昭和17年 4月1日 浦和市に編入             | 浦和市                                         | 浦和市 | 浦和市 | 浦和市 | 浦和市                | 平成13年 5月1日 さいたま市                   | さいたま市                    |
| 大牧村 大間木村 中尾村 井沼方村 蓮見新田 下山口新田                                                                      | 尾間木村                     | 尾間木村                                  | 尾間木村                           | 尾間木村                   | 尾間木村                                            | 昭和17年 4月1日 浦和市に編入             | 浦和市                                         | 浦和市 | 浦和市 | 浦和市 | 浦和市                | 平成13年 5月1日 さいたま市                   | さいたま市                    |
| 三室村 道祖土村 | 三室村                       | 三室村                                    | 三室村                             | 三室村                     | 三室村                                              | 昭和17年 4月1日 浦和市に編入             | 浦和市                                         | 浦和市 | 浦和市 | 浦和市 | 浦和市                | 平成13年 5月1日 さいたま市                   | さいたま市                    |
| 浦和宿 | 浦和町                       | 浦和町                                    | 浦和町                             | 浦和町                     | 昭和9年2月11日 市制                                 | 昭和9年2月11日 市制                      | 浦和市                                         | 浦和市 | 浦和市 | 浦和市 | 浦和市                | 平成13年 5月1日 さいたま市                   | さいたま市                    |
| 大谷場村 太田窪村 大谷口村 広ヶ谷戸村 原山新田 円正寺村                                                                  | 谷田村                       | 谷田村                                    | 谷田村                             | 昭和7年4月1日 浦和町に編入 | 昭和9年2月11日 市制                                 | 昭和9年2月11日 市制                      | 浦和市                                         | 浦和市 | 浦和市 | 浦和市 | 浦和市                | 平成13年 5月1日 さいたま市                   | さいたま市                    |
| 上木崎村 下木崎村 木崎領領家村 瀬ヶ崎村 駒場村 本太村 針ヶ谷村                                                           | 木崎村                       | 木崎村                                    | 木崎村                             | 昭和7年4月1日 浦和町に編入 | 昭和9年2月11日 市制                                 | 昭和9年2月11日 市制                      | 浦和市                                         | 浦和市 | 浦和市 | 浦和市 | 浦和市                | 平成13年 5月1日 さいたま市                   | さいたま市                    |
| 北袋村 | 木崎村                       | 木崎村                                    | 木崎村                             | 昭和7年4月1日 大宮町に編入 | 昭和15年11月3日 大宮市                              | 昭和15年11月3日 大宮市                   | 大宮市                                         | 大宮市 | 大宮市 | 大宮市 | 大宮市                | 平成13年 5月1日 さいたま市                   | さいたま市                    |
| 大宮宿 | 大宮町                       | 大宮町                                    | 大宮町                             | 大宮町                     | 昭和15年11月3日 大宮市                              | 昭和15年11月3日 大宮市                   | 大宮市                                         | 大宮市 | 大宮市 | 大宮市 | 大宮市                | 平成13年 5月1日 さいたま市                   | さいたま市                    |
| 土手宿村 高鼻村 上天沼村 下天沼村                                                                                        | 大宮町                       | 大宮町                                    | 大宮町                             | 大宮町                     | 昭和15年11月3日 大宮市                              | 昭和15年11月3日 大宮市                   | 大宮市                                         | 大宮市 | 大宮市 | 大宮市 | 大宮市                | 平成13年 5月1日 さいたま市                   | さいたま市                    |
| 上加村 下加村 上内野村 西内野村 西谷村 櫛引村 大成村                                                                     | 日進村                       | 日進村                                    | 日進村                             | 日進村                     | 昭和15年11月3日 大宮市                              | 昭和15年11月3日 大宮市                   | 大宮市                                         | 大宮市 | 大宮市 | 大宮市 | 大宮市                | 平成13年 5月1日 さいたま市                   | さいたま市                    |
| 並木村 上小村田村 中小村田村 側海斗村 下内野村                                                                           | 並木村                       | 明治24年12月23日 三橋村へ改称             | 明治24年12月23日 三橋村へ改称      | 三橋村                     | 昭和15年11月3日 大宮市                              | 昭和15年11月3日 大宮市                   | 大宮市                                         | 大宮市 | 大宮市 | 大宮市 | 大宮市                | 平成13年 5月1日 さいたま市                   | さいたま市                    |
| 大和田村 砂村 土呂村 堀崎村 今羽村 西本郷村 島村                                                                         | 大砂土村                     | 大砂土村                                  | 大砂土村                           | 大砂土村                   | 昭和15年11月3日 大宮市                              | 昭和15年11月3日 大宮市                   | 大宮市                                         | 大宮市 | 大宮市 | 大宮市 | 大宮市                | 平成13年 5月1日 さいたま市                   | さいたま市                    |
| 加茂宮村 吉野原村 奈良瀬戸村 大谷別所村                                                                                  | 宮原村                       | 宮原村                                    | 宮原村                             | 宮原村                     | 昭和15年11月3日 大宮市                              | 昭和15年11月3日 大宮市                   | 大宮市                                         | 大宮市 | 大宮市 | 大宮市 | 大宮市                | 平成13年 5月1日 さいたま市                   | さいたま市                    |
| 大谷村 | 大谷村外 6ヶ村組合           | 明治22年 6月1日 膝子村外 6ヶ村組合へ 改称 | 大正2年 4月1日 七里村              | 七里村                     | 七里村                                              | 七里村                                   | 昭和30年1月1日 大宮市に編入                    | 昭和30年1月1日 大宮市に編入                                                                                          | 昭和30年1月1日 大宮市に編入                                                                                          | 昭和30年1月1日 大宮市に編入                                                                                          | 大宮市                | 平成13年 5月1日 さいたま市                   | さいたま市                    |
| 膝子村 | 大谷村外 6ヶ村組合           | 明治22年 6月1日 膝子村外 6ヶ村組合へ 改称 | 大正2年 4月1日 七里村              | 七里村                     | 七里村                                              | 七里村                                   | 昭和30年1月1日 大宮市に編入                    | 昭和30年1月1日 大宮市に編入                                                                                          | 昭和30年1月1日 大宮市に編入                                                                                          | 昭和30年1月1日 大宮市に編入                                                                                          | 大宮市                | 平成13年 5月1日 さいたま市                   | さいたま市                    |
| 風渡野村 | 大谷村外 6ヶ村組合           | 明治22年 6月1日 膝子村外 6ヶ村組合へ 改称 | 大正2年 4月1日 七里村              | 七里村                     | 七里村                                              | 七里村                                   | 昭和30年1月1日 大宮市に編入                    | 昭和30年1月1日 大宮市に編入                                                                                          | 昭和30年1月1日 大宮市に編入                                                                                          | 昭和30年1月1日 大宮市に編入                                                                                          | 大宮市                | 平成13年 5月1日 さいたま市                   | さいたま市                    |
| 東門前村 | 大谷村外 6ヶ村組合           | 明治22年 6月1日 膝子村外 6ヶ村組合へ 改称 | 大正2年 4月1日 七里村              | 七里村                     | 七里村                                              | 七里村                                   | 昭和30年1月1日 大宮市に編入                    | 昭和30年1月1日 大宮市に編入                                                                                          | 昭和30年1月1日 大宮市に編入                                                                                          | 昭和30年1月1日 大宮市に編入                                                                                          | 大宮市                | 平成13年 5月1日 さいたま市                   | さいたま市                    |
| 東宮下村 | 大谷村外 6ヶ村組合           | 明治22年 6月1日 膝子村外 6ヶ村組合へ 改称 | 大正2年 4月1日 七里村              | 七里村                     | 七里村                                              | 七里村                                   | 昭和30年1月1日 大宮市に編入                    | 昭和30年1月1日 大宮市に編入                                                                                          | 昭和30年1月1日 大宮市に編入                                                                                          | 昭和30年1月1日 大宮市に編入                                                                                          | 大宮市                | 平成13年 5月1日 さいたま市                   | さいたま市                    |
| 新堤村 | 大谷村外 6ヶ村組合           | 明治22年 6月1日 膝子村外 6ヶ村組合へ 改称 | 大正2年 4月1日 七里村              | 七里村                     | 七里村                                              | 七里村                                   | 昭和30年1月1日 大宮市に編入                    | 昭和30年1月1日 大宮市に編入                                                                                          | 昭和30年1月1日 大宮市に編入                                                                                          | 昭和30年1月1日 大宮市に編入                                                                                          | 大宮市                | 平成13年 5月1日 さいたま市                   | さいたま市                    |
| 猿ヶ谷戸村 | 大谷村外 6ヶ村組合           | 明治22年 6月1日 膝子村外 6ヶ村組合へ 改称 | 大正2年 4月1日 七里村              | 七里村                     | 七里村                                              | 七里村                                   | 昭和30年1月1日 大宮市に編入                    | 昭和30年1月1日 大宮市に編入                                                                                          | 昭和30年1月1日 大宮市に編入                                                                                          | 昭和30年1月1日 大宮市に編入                                                                                          | 大宮市                | 平成13年 5月1日 さいたま市                   | さいたま市                    |
| 深作村 | 深作村外 3ヶ村組合           | 明治25年9月21日 春岡村                    | 明治25年9月21日 春岡村             | 春岡村                     | 春岡村                                              | 春岡村                                   | 昭和30年1月1日 大宮市に編入                    | 昭和30年1月1日 大宮市に編入                                                                                          | 昭和30年1月1日 大宮市に編入                                                                                          | 昭和30年1月1日 大宮市に編入                                                                                          | 大宮市                | 平成13年 5月1日 さいたま市                   | さいたま市                    |
| 小深作村 | 深作村外 3ヶ村組合           | 明治25年9月21日 春岡村                    | 明治25年9月21日 春岡村             | 春岡村                     | 春岡村                                              | 春岡村                                   | 昭和30年1月1日 大宮市に編入                    | 昭和30年1月1日 大宮市に編入                                                                                          | 昭和30年1月1日 大宮市に編入                                                                                          | 昭和30年1月1日 大宮市に編入                                                                                          | 大宮市                | 平成13年 5月1日 さいたま市                   | さいたま市                    |
| 丸ヶ崎村 | 深作村外 3ヶ村組合           | 明治25年9月21日 春岡村                    | 明治25年9月21日 春岡村             | 春岡村                     | 春岡村                                              | 春岡村                                   | 昭和30年1月1日 大宮市に編入                    | 昭和30年1月1日 大宮市に編入                                                                                          | 昭和30年1月1日 大宮市に編入                                                                                          | 昭和30年1月1日 大宮市に編入                                                                                          | 大宮市                | 平成13年 5月1日 さいたま市                   | さいたま市                    |
| 宮ヶ谷塔村 | 深作村外 3ヶ村組合           | 明治25年9月21日 春岡村                    | 明治25年9月21日 春岡村             | 春岡村                     | 春岡村                                              | 春岡村                                   | 昭和30年1月1日 大宮市に編入                    | 昭和30年1月1日 大宮市に編入                                                                                          | 昭和30年1月1日 大宮市に編入                                                                                          | 昭和30年1月1日 大宮市に編入                                                                                          | 大宮市                | 平成13年 5月1日 さいたま市                   | さいたま市                    |
| 片柳村 東新井村 上山口新田 南中丸村 山村 西山村新田 南中野村 笹丸村 中川村 御蔵村 加田屋新田 新右衛門新田 染谷村（一部） | 片柳村                       | 片柳村                                    | 片柳村                             | 片柳村                     | 片柳村                                              | 片柳村                                   | 昭和30年1月1日 大宮市に編入                    | 昭和30年1月1日 大宮市に編入                                                                                          | 昭和30年1月1日 大宮市に編入                                                                                          | 昭和30年1月1日 大宮市に編入                                                                                          | 大宮市                | 平成13年 5月1日 さいたま市                   | さいたま市                    |
| 植田谷領本村 水判土村 佐知川村 中野林村 飯田村 三条町村 島根村                                                           | 植水村                       | 植水村                                    | 植水村                             | 植水村                     | 植水村                                              | 植水村                                   | 昭和30年1月1日 大宮市に編入                    | 昭和30年1月1日 大宮市に編入                                                                                          | 昭和30年1月1日 大宮市に編入                                                                                          | 昭和30年1月1日 大宮市に編入                                                                                          | 大宮市                | 平成13年 5月1日 さいたま市                   | さいたま市                    |
| 西遊馬村 土屋村 二ッ宮村 飯田新田 植田谷領本村新田（一部）                                                               | 馬宮村                       | 馬宮村                                    | 馬宮村                             | 馬宮村                     | 馬宮村                                              | 馬宮村                                   | 昭和30年1月1日 大宮市に編入                    | 昭和30年1月1日 大宮市に編入                                                                                          | 昭和30年1月1日 大宮市に編入                                                                                          | 昭和30年1月1日 大宮市に編入                                                                                          | 大宮市                | 平成13年 5月1日 さいたま市                   | さいたま市                    |
| 指扇村 指扇領別所村 指扇領辻村 宝来村 峯岸村 中釘村 高木村 清河寺村 内野本郷村 西新井村                                  | 指扇村                       | 指扇村                                    | 指扇村                             | 指扇村                     | 指扇村                                              | 指扇村                                   | 昭和30年1月1日 大宮市に編入                    | 昭和30年1月1日 大宮市に編入                                                                                          | 昭和30年1月1日 大宮市に編入                                                                                          | 昭和30年1月1日 大宮市に編入                                                                                          | 大宮市                | 平成13年 5月1日 さいたま市                   | さいたま市                    |
| 与野町 | 与野町                       | 与野町                                    | 与野町                             | 与野町                     | 与野町                                              | 与野町                                   | 与野町                                         | 昭和33年7月15日 市制                                                                                                 | 昭和33年7月15日 市制                                                                                                 | 昭和33年7月15日 市制                                                                                                 | 与野市                | 平成13年 5月1日 さいたま市                   | さいたま市                    |
| 小村田村 下落合村 上落合村 大戸村 中里村 鈴谷村 上峰村 円阿弥村 八王子村                                                 | 与野町                       | 与野町                                    | 与野町                             | 与野町                     | 与野町                                              | 与野町                                   | 与野町                                         | 昭和33年7月15日 市制                                                                                                 | 昭和33年7月15日 市制                                                                                                 | 昭和33年7月15日 市制                                                                                                 | 与野市                | 平成13年 5月1日 さいたま市                   | さいたま市                    |
| 上尾宿 | 上尾町                       | 上尾町                                    | 上尾町                             | 上尾町                     | 上尾町                                              | 上尾町                                   | 昭和30年1月1日 上尾町                          | 昭和30年1月1日 上尾町                                                                                                | 昭和30年 4月1日 井戸木字後を 桶川町へ編入                                                                            | 昭和33年 7月15日 市制                                                                                                | 上尾市                | 上尾市                                       | 上尾市                        |
| 上尾村 上尾下村 柏座村 春日谷津村 谷津村                                                                                 | 上尾町                       | 上尾町                                    | 上尾町                             | 上尾町                     | 上尾町                                              | 上尾町                                   | 昭和30年1月1日 上尾町                          | 昭和30年1月1日 上尾町                                                                                                | 昭和30年 4月1日 井戸木字後を 桶川町へ編入                                                                            | 昭和33年 7月15日 市制                                                                                                | 上尾市                | 上尾市                                       | 上尾市                        |
| 原市町 | 原市町外 1ヶ村組合           | 大正2年4月1日 原市町                      | 大正2年4月1日 原市町               | 原市町                     | 原市町                                              | 原市町                                   | 昭和30年1月1日 上尾町                          | 昭和30年1月1日 上尾町                                                                                                | 昭和30年 4月1日 井戸木字後を 桶川町へ編入                                                                            | 昭和33年 7月15日 市制                                                                                                | 上尾市                | 上尾市                                       | 上尾市                        |
| 瓦葺村 | 原市町外 1ヶ村組合           | 大正2年4月1日 原市町                      | 大正2年4月1日 原市町               | 原市町                     | 原市町                                              | 原市町                                   | 昭和30年1月1日 上尾町                          | 昭和30年1月1日 上尾町                                                                                                | 昭和30年 4月1日 井戸木字後を 桶川町へ編入                                                                            | 昭和33年 7月15日 市制                                                                                                | 上尾市                | 上尾市                                       | 上尾市                        |
| 平方村 西貝塚村 上野村 上野本郷村 平方領領家村                                                                           | 平方村                       | 平方村                                    | 平方村                             | 平方村                     | 昭和3年11月1日 町制                                 | 昭和3年11月1日 町制                      | 昭和30年1月1日 上尾町                          | 昭和30年1月1日 上尾町                                                                                                | 昭和30年 4月1日 井戸木字後を 桶川町へ編入                                                                            | 昭和33年 7月15日 市制                                                                                                | 上尾市                | 上尾市                                       | 上尾市                        |
| 大谷本郷村 地頭方村 壱丁目村 今泉村 向山村 堤崎村 中新井村 戸崎村 西宮下村 川村                                          | 大谷村                       | 大谷村                                    | 大谷村                             | 大谷村                     | 大谷村                                              | 大谷村                                   | 昭和30年1月1日 上尾町                          | 昭和30年1月1日 上尾町                                                                                                | 昭和30年 4月1日 井戸木字後を 桶川町へ編入                                                                            | 昭和33年 7月15日 市制                                                                                                | 上尾市                | 上尾市                                       | 上尾市                        |
| 上村 平塚村 久保村 西門前村 南村 須ヶ谷村 菅谷村                                                                         | 上平村                       | 上平村                                    | 上平村                             | 上平村                     | 上平村                                              | 上平村                                   | 昭和30年1月1日 上尾町                          | 昭和30年1月1日 上尾町                                                                                                | 昭和30年 4月1日 井戸木字後を 桶川町へ編入                                                                            | 昭和33年 7月15日 市制                                                                                                | 上尾市                | 上尾市                                       | 上尾市                        |
| 中分村 小泉村 石戸領領家村 藤波村 畔吉村 小敷谷村 沖ノ上村 弁財村 中妻村 井戸木村                                        | 大石村                       | 大石村                                    | 大石村                             | 大石村                     | 大石村                                              | 大石村                                   | 昭和30年1月1日 上尾町                          | 昭和30年1月1日 上尾町                                                                                                | 昭和30年 4月1日 井戸木字後を 桶川町へ編入                                                                            | 昭和33年 7月15日 市制                                                                                                | 上尾市                | 上尾市                                       | 上尾市                        |
| 桶川宿 | 桶川町                       | 桶川町                                    | 桶川町                             | 桶川町                     | 桶川町                                              | 桶川町                                   | 昭和30年 1月1日 桶川町                         | 昭和30年 3月10日 桶川町                                                                                              | 昭和30年 4月2日 井戸木字後の一部を 上尾町へ編入                                                                      | 昭和45年 11月3日 市制                                                                                                | 桶川市                | 桶川市                                       | 桶川市                        |
| 大谷領町谷村 上日出谷村 下日出谷村                                                                                       | 桶川町                       | 桶川町                                    | 桶川町                             | 桶川町                     | 桶川町                                              | 桶川町                                   | 昭和30年 1月1日 桶川町                         | 昭和30年 3月10日 桶川町                                                                                              | 昭和30年 4月2日 井戸木字後の一部を 上尾町へ編入                                                                      | 昭和45年 11月3日 市制                                                                                                | 桶川市                | 桶川市                                       | 桶川市                        |
| 加納村 坂田村 篠津村 五町台村 舎人新田 小針領家村 倉田村                                                                 | 加納村                       | 加納村                                    | 加納村                             | 加納村                     | 加納村                                              | 加納村                                   | 昭和30年 1月1日 桶川町                         | 昭和30年 3月10日 桶川町                                                                                              | 昭和30年 4月2日 井戸木字後の一部を 上尾町へ編入                                                                      | 昭和45年 11月3日 市制                                                                                                | 桶川市                | 桶川市                                       | 桶川市                        |
| 川田谷村 | 川田谷村                     | 川田谷村                                  | 川田谷村                           | 川田谷村                   | 川田谷村                                            | 川田谷村                                 | 川田谷村                                       | 昭和30年 3月10日 桶川町                                                                                              | 昭和30年 4月2日 井戸木字後の一部を 上尾町へ編入                                                                      | 昭和45年 11月3日 市制                                                                                                | 桶川市                | 桶川市                                       | 桶川市                        |
| 鴻巣宿 | 鴻巣町                       | 鴻巣町                                    | 鴻巣町                             | 鴻巣町                     | 昭和29年 7月1日 鴻巣町                              | 昭和29年 9月30日 市制                    | 鴻巣市                                         | 鴻巣市 | 鴻巣市 | 鴻巣市 | 鴻巣市                | 鴻巣市                                       | 鴻巣市                        |
| 上生出塚村 下生出塚村 | 鴻巣町                       | 鴻巣町                                    | 鴻巣町                             | 鴻巣町                     | 昭和29年 7月1日 鴻巣町                              | 昭和29年 9月30日 市制                    | 鴻巣市                                         | 鴻巣市 | 鴻巣市 | 鴻巣市 | 鴻巣市                | 鴻巣市                                       | 鴻巣市                        |
| 糠田村 宮前村 登戸村 北中野村 大間村                                                                                     | 田間宮村                     | 田間宮村                                  | 田間宮村                           | 田間宮村                   | 昭和29年 7月1日 鴻巣町                              | 昭和29年 9月30日 市制                    | 鴻巣市                                         | 鴻巣市 | 鴻巣市 | 鴻巣市 | 鴻巣市                | 鴻巣市                                       | 鴻巣市                        |
| 箕田村 寺谷村 八幡田村 市ノ縄村 川面村 三ッ木村 中井村                                                                   | 箕田村                       | 箕田村                                    | 箕田村                             | 箕田村                     | 昭和29年 7月1日 鴻巣町                              | 昭和29年 9月30日 市制                    | 鴻巣市                                         | 鴻巣市 | 鴻巣市 | 鴻巣市 | 鴻巣市                | 鴻巣市                                       | 鴻巣市                        |
| 原馬室村 滝馬室村 | 馬室村                       | 馬室村                                    | 馬室村                             | 馬室村                     | 昭和29年 7月1日 鴻巣町                              | 昭和29年 9月30日 市制                    | 鴻巣市                                         | 鴻巣市 | 鴻巣市 | 鴻巣市 | 鴻巣市                | 鴻巣市                                       | 鴻巣市                        |
| | 北埼玉郡 笠原村              | 北埼玉郡 笠原村                           | 北埼玉郡 笠原村                    | 北埼玉郡 笠原村            | 昭和29年 7月1日 鴻巣町                              | 昭和29年 9月30日 市制                    | 鴻巣市                                         | 鴻巣市 | 鴻巣市 | 鴻巣市 | 鴻巣市                | 鴻巣市                                       | 鴻巣市                        |
| 常光村 上谷村 下谷村 西中曽根村                                                                                          | 常光村                       | 常光村                                    | 常光村                             | 常光村                     | 常光村                                              | 昭和29年 9月30日 鴻巣町に編入            | 鴻巣市                                         | 鴻巣市 | 鴻巣市 | 鴻巣市 | 鴻巣市                | 鴻巣市                                       | 鴻巣市                        |
| 吹上村 榎戸村 大芦村 | 吹上村                       | 吹上村                                    | 吹上村                             | 昭和9年4月29日 町制        | 昭和9年4月29日 町制                                 | 昭和29年 7月1日 吹上町                   | 吹上町                                         | 昭和30年10月1日 吹上町                                                                                               | 吹上町 | 吹上町 | 吹上町                | 平成17年 10月1日 鴻巣市に編入                | 鴻巣市                        |
| | 大里郡 久下村                | 大里郡 久下村                             | 大里郡 久下村                      | 大里郡 久下村              | 昭和16年 4月10日 一部（荊原）を 吹上町へ編入        | 昭和29年 7月1日 吹上町                   | 吹上町                                         | 昭和30年10月1日 吹上町                                                                                               | 吹上町 | 吹上町 | 吹上町                | 平成17年 10月1日 鴻巣市に編入                | 鴻巣市                        |
| 小谷村 三町免村 前砂村 明用村                                                                                            | 小谷村                       | 小谷村                                    | 小谷村                             | 小谷村                     | 小谷村                                              | 昭和29年 7月1日 吹上町                   | 吹上町                                         | 昭和30年10月1日 吹上町                                                                                               | 吹上町 | 吹上町 | 吹上町                | 平成17年 10月1日 鴻巣市に編入                | 鴻巣市                        |
| | 北埼玉郡 太井村              | 北埼玉郡 太井村                           | 北埼玉郡 太井村                    | 北埼玉郡 太井村            | 北埼玉郡 太井村                                     | 北埼玉郡 太井村                          | 昭和30年 9月30日 一部（北新宿）を 吹上町へ編入 | 昭和30年10月1日 吹上町                                                                                               | 吹上町 | 吹上町 | 吹上町                | 平成17年 10月1日 鴻巣市に編入                | 鴻巣市                        |
| 鎌塚村 袋村 | 北埼玉郡 下忍村              | 北埼玉郡 下忍村                           | 北埼玉郡 下忍村                    | 北埼玉郡 下忍村            | 北埼玉郡 下忍村                                     | 北埼玉郡 下忍村                          | 北埼玉郡 下忍村                                | 昭和30年10月1日 吹上町                                                                                               | 吹上町 | 吹上町 | 吹上町                | 平成17年 10月1日 鴻巣市に編入                | 鴻巣市                        |
| 下忍村 | 北埼玉郡 下忍村              | 北埼玉郡 下忍村                           | 北埼玉郡 下忍村                    | 北埼玉郡 下忍村            | 北埼玉郡 下忍村                                     | 北埼玉郡 下忍村                          | 北埼玉郡 下忍村                                | 昭和30年10月1日 吹上町                                                                                               | 吹上町 | 吹上町 | 吹上町                | 平成17年 10月1日 鴻巣市に編入                | 鴻巣市                        |
| 昭和31年 4月1日 行田市へ編入                                                                                             | 昭和31年 4月1日 行田市へ編入 | 北埼玉郡 下忍村                           | 北埼玉郡 下忍村                    | 北埼玉郡 下忍村            | 北埼玉郡 下忍村                                     | 北埼玉郡 下忍村                          | 北埼玉郡 下忍村                                | 昭和30年10月1日 吹上町                                                                                               | 行田市 | 行田市 | 行田市                |                                              |                               |
| 昭和31年 4月1日 行田市へ編入                                                                                             | 昭和31年 4月1日 行田市へ編入 | 北埼玉郡 下忍村                           | 北埼玉郡 下忍村                    | 北埼玉郡 下忍村            | 北埼玉郡 下忍村                                     | 北埼玉郡 下忍村                          | 北埼玉郡 下忍村                                | 昭和30年10月1日 吹上町                                                                                               | 行田市 | 行田市 | 行田市                | 堤根村 樋上村                                |                               |
| 下石戸上村 下石戸下村 石戸宿村 高尾村 荒井村                                                                             | 石戸村                       | 石戸村                                    | 石戸村                             | 石戸村                     | 昭和18年2月11日 北本宿村                            | 昭和18年2月11日 北本宿村                 | 北本宿村                                       | 昭和34年 11月3日 改称・町制 北本町                                                                                   | 昭和34年 11月3日 改称・町制 北本町                                                                                   | 昭和34年 11月3日 改称・町制 北本町                                                                                   | 昭和46年11月3日 市制  | 北本市                                       | 北本市                        |
| 北中丸村 山中村 東間村 北本宿村 深井村 宮内村 古市場村 常光別所村 花ノ木村                                               | 中丸村                       | 中丸村                                    | 中丸村                             | 中丸村                     | 昭和18年2月11日 北本宿村                            | 昭和18年2月11日 北本宿村                 | 北本宿村                                       | 昭和34年 11月3日 改称・町制 北本町                                                                                   | 昭和34年 11月3日 改称・町制 北本町                                                                                   | 昭和34年 11月3日 改称・町制 北本町                                                                                   | 昭和46年11月3日 市制  | 北本市                                       | 北本市                        |
| 小針新宿村 小針内宿村 大針村 羽貫村                                                                                      | 小針村                       | 小針村                                    | 小針村                             | 小針村                     | 昭和18年7月15日 伊奈村                              | 昭和18年7月15日 伊奈村                   | 伊奈村                                         | 昭和45年11月1日 町制                                                                                                 | 昭和45年11月1日 町制                                                                                                 | 昭和45年11月1日 町制                                                                                                 | 伊奈町                | 伊奈町                                       | 伊奈町                        |
| 小室村 | 小室村                       | 小室村                                    | 小室村                             | 小室村                     | 昭和18年7月15日 伊奈村                              | 昭和18年7月15日 伊奈村                   | 伊奈村                                         | 昭和45年11月1日 町制                                                                                                 | 昭和45年11月1日 町制                                                                                                 | 昭和45年11月1日 町制                                                                                                 | 伊奈町                | 伊奈町                                       | 伊奈町                        |
| | 新座郡 大和田町              | 明治29年3月29日 北足立郡                  | 明治29年3月29日 北足立郡           | 大和田町                   | 大和田町                                            | 大和田町                                 | 昭和30年3月1日 新座町                          | 昭和45年11月1日 市制                                                                                                 | 昭和45年11月1日 市制                                                                                                 | 昭和45年11月1日 市制                                                                                                 | 新座市                | 新座市                                       | 新座市                        |
| | 新座郡 片山村                | 明治29年3月29日 北足立郡                  | 明治29年3月29日 北足立郡           | 片山村                     | 片山村                                              | 片山村                                   | 昭和30年3月1日 新座町                          | 昭和45年11月1日 市制                                                                                                 | 昭和45年11月1日 市制                                                                                                 | 昭和45年11月1日 市制                                                                                                 | 新座市                | 新座市                                       | 新座市                        |
| | 新座郡 新倉村                | 明治29年3月29日 北足立郡                  | 明治29年3月29日 北足立郡           | 新倉村                     | 昭和18年4月1日 大和町                               | 昭和18年4月1日 大和町                    | 大和町                                         | 昭和45年10月31日 改称・市制 和光市                                                                                   | 昭和45年10月31日 改称・市制 和光市                                                                                   | 昭和45年10月31日 改称・市制 和光市                                                                                   | 和光市                | 和光市                                       | 和光市                        |
| | 新座郡 白子村                | 明治29年3月29日 北足立郡                  | 明治29年3月29日 北足立郡           | 白子村                     | 昭和18年4月1日 大和町                               | 昭和18年4月1日 大和町                    | 大和町                                         | 昭和45年10月31日 改称・市制 和光市                                                                                   | 昭和45年10月31日 改称・市制 和光市                                                                                   | 昭和45年10月31日 改称・市制 和光市                                                                                   | 和光市                | 和光市                                       | 和光市                        |
| | 新座郡 膝折村                | 明治29年3月29日 北足立郡                  | 明治29年3月29日 北足立郡           | 膝折村                     | 昭和7年5月1日 改称・町制 朝霞町                     | 昭和7年5月1日 改称・町制 朝霞町          | 昭和30年4月1日 朝霞町                          | 昭和42年3月15日 市制                                                                                                 | 昭和42年3月15日 市制                                                                                                 | 昭和42年3月15日 市制                                                                                                 | 朝霞市                | 朝霞市                                       | 朝霞市                        |
| | 新座郡 内間木村              | 明治29年3月29日 北足立郡                  | 明治29年3月29日 北足立郡           | 内間木村                   | 昭和19年 2月11日 志紀町 一部（重瀬）を 美笹村へ編入 | 昭和23年 4月1日 内間木村                 | 昭和30年4月1日 朝霞町                          | 昭和42年3月15日 市制                                                                                                 | 昭和42年3月15日 市制                                                                                                 | 昭和42年3月15日 市制                                                                                                 | 朝霞市                | 朝霞市                                       | 朝霞市                        |
| | 新座郡 志木町                | 明治29年3月29日 北足立郡                  | 明治29年3月29日 北足立郡           | 志木町                     | 昭和19年 2月11日 志紀町 一部（重瀬）を 美笹村へ編入 | 昭和23年 4月1日 志木町                   | 昭和30年5月3日 足立町                          | 昭和45年10月26日 改称・市制 志木市                                                                                   | 昭和45年10月26日 改称・市制 志木市                                                                                   | 昭和45年10月26日 改称・市制 志木市                                                                                   | 志木市                | 志木市                                       | 志木市                        |
| | 入間郡 宗岡村                | 入間郡 宗岡村                             | 入間郡 宗岡村                      | 入間郡 宗岡村              | 昭和19年 2月11日 志紀町 一部（重瀬）を 美笹村へ編入 | 昭和23年 4月1日 宗岡村                   | 昭和30年5月3日 足立町                          | 昭和45年10月26日 改称・市制 志木市                                                                                   | 昭和45年10月26日 改称・市制 志木市                                                                                   | 昭和45年10月26日 改称・市制 志木市                                                                                   | 志木市                | 志木市                                       | 志木市                        |
| | 入間郡 水谷村                | 入間郡 水谷村                             | 入間郡 水谷村                      | 入間郡 水谷村              | 昭和19年 2月11日 志紀町 一部（重瀬）を 美笹村へ編入 | 昭和23年 4月1日 水谷村                   | 昭和31年9月30日 入間郡 富士見村の一部          | 昭和39年 4月1日 町制                                                                                                 | 昭和39年 4月1日 町制                                                                                                 | 昭和39年 4月1日 町制                                                                                                 | 昭和47年 4月10日 市制 | 富士見市                                     | 富士見市                      |
| | 新座郡 保谷村                | 明治29年 3月29日 北足立郡                 | 明治40年 4月1日 東京府 北多摩郡    | 北多摩郡 保谷村            | 昭和15年11月10日 町制                               | 昭和15年11月10日 町制                    | 北多摩郡 保谷町                                | 昭和42年1月1日 市制                                                                                                  | 昭和42年1月1日 市制                                                                                                  | 昭和42年1月1日 市制                                                                                                  | 保谷市                | 平成13年 1月21日 西東京市の 一部             | 西東京市                      |

## 行政
北足立・新座郡長
| 代 | 氏名 | 就任年月日                | 退任年月日                | 備考                                 |
| -- | ---- | ------------------------- | ------------------------- | ------------------------------------ |
| 1  |      | 明治11年（1879年）3月17日 |                           |                                      |
|    |      |                           | 明治29年（1896年）3月31日 | 新座郡との合併により旧・北足立郡廃止 |

北足立郡長
| 代 | 氏名     | 就任年月日               | 退任年月日                | 備考                   |
| -- | -------- | ------------------------ | ------------------------- | ---------------------- |
| 1  |          | 明治29年（1896年）4月1日 |                           |                        |
|    | 平井光長 |                          |                           |                        |
|    | 武田熊蔵 |                          |                           |                        |
|    |          |                          | 大正15年（1926年）6月30日 | 郡役所廃止により、廃官 |